# Camptotheca acuminata
Camptotheca acuminata är en kornellväxtart som beskrevs av Joseph Decaisne. Camptotheca acuminata ingår i släktet Camptotheca och familjen kornellväxter. Inga underarter finns listade i Catalogue of Life.

## Bildgalleri

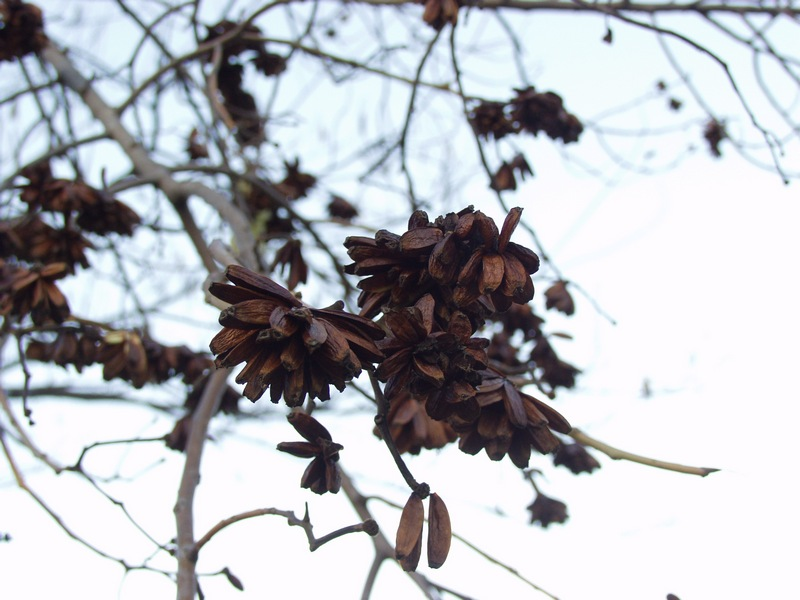
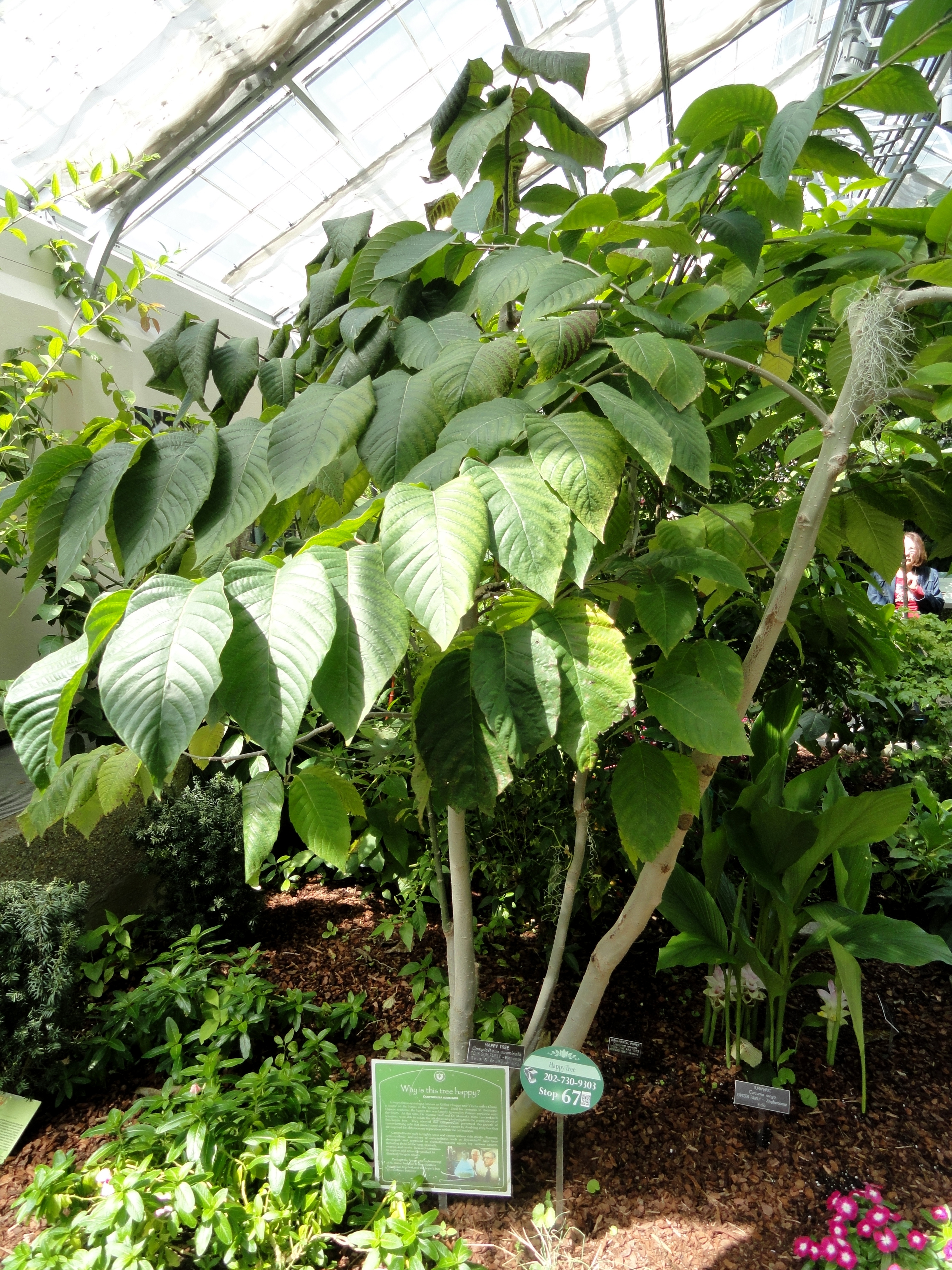
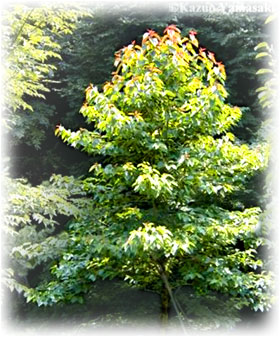